# Сухочево (Курская область)
Сухочево — село (до 1965 года деревня) в Фатежском районе Курской области. Входит в состав Русановского сельсовета.

## География
Расположено в 5 км к западу от Фатежа на правом берегу реки Усожи. Высота над уровнем моря — 177 м.
Климат
Сухочево, как и весь район, расположено в поясе умеренно континентального климата с тёплым летом и относительно тёплой зимой (Dfb в классификации Кёппена).
Часовой пояс
Село Сухочево, как и вся Курская область, находится в часовой зоне МСК (московское время). Смещение применяемого времени относительно UTC составляет +3:00.

## Этимология
Получило название по фамилии первозаимщиков — однодворцев Сухочевых, переселённых сюда, вероятно, из Кромского уезда.

## История
Основана однодворцами Сухочевыми. Впоследствии некоторые из них дослужились до дворян. По данным 1628 года одно из угодий на берегу Усожи принадлежало Осипу Сухочеву. Также одними из первых жителей деревни были однодворцы Губаревы, Ивановы и Пахомовы. Деревня упоминается в жалованной грамоте конца XVII века:

Лета 7199 (1691) года июня 9 дня по указу Великих Князей Ивана и Петра Алексеевичей Всея Великия и Малыя и Белыя России Самодержцев в Курском уезде пожалованы земли в Обмяцком и Усожском станах в деревне Чаплыгина и деревне Сухочева с урочищи на реку на Усожу с Перепищи Колодезя и в гору… по Реут речку ниже Долгого леса, и в гору по речке Большой Желени. В гору по Малой Желени прямо к Фатежу Колодезю и фатежские лески…
В XVII—XVIII веках входило в состав Усожского стана Курского уезда. Население Сухочева было приписано к приходу православного Покровского храма соседнего села Солдатское.
В XIX веке часть крестьян деревни были казёнными, часть — владельческими. К моменту отмены крепостного права в 1861 году крестьяне Сухочева и соседней деревни Владимировки принадлежали следующим помещикам: штабс-капитан Пётр Макеев (32 души), коллежский асессор Пётр Макеев (105 душ), жена поручика Александра Мизюкова (5 душ), майор Николай Баумгалтер (4 души), жена штабс-ротмистра Мария Шпанова с братом (57 душ). В то время деревня входила в состав Рождественской волости Фатежского уезда. В 1862 году в Сухочёво было 60 дворов, проживало 967 человек (458 мужского пола и 509 женского). В 1877 году в деревне было 98 дворов, проживало 548 человек. В конце XIX века Сухочёво было передано в состав Миленинской волости. В 1899 году в деревне была открыта земская начальная школа. В 1900 году в Сухочево проживало 979 человек (490 мужского пола и 489 женского). 
В Государственном архиве Курской области хранятся переписные листы деревни Сухочево Сельскохозяйственной переписи 1911 года по Фатежскому уезду Курской губернии. Сельскохозяйственная перепись населения 1911 года является уникальным источником информации по истории крестьянского сословия Российской империи. Благодаря удобным и информативным бланкам, перепись содержит огромное количество сведений о населении, в том числе количество, половозрастной состав, отметку о грамотности, наличие в домохозяйстве скота и различного инвентаря, занятие промыслами и оплата наемной рабочей силы, количество пашенной, луговой, пастбищной земли и сведения об урожае.
Деревня Сухочево в тот период времени представляла собой довольно крупный сельский населенный пункт. По сельскохозяйственной переписи 1911 года  насчитывалось 1198 человек. Мужское население состояло из 752 человек, что составляет 62,77 % от общего количества жителей, женщин – 446 (37,23 %). В разные периоды года количество проживающих в деревне менялось. В Сухочево было довольно много солдат, которые учитывались переписчиками, но в населенном пункте не проживали. Также в строительный сезон (с марта по октябрь) из деревни уходило большое количество отходников, которые большую часть года отсутствовали в Курской губернии.
Данное число жителей входило в состав двух разных сельских общин. В первую сельскую общину входили крестьяне, которых до аграрной реформы П.А. Столыпина называли «временнообязанными» - бывшие крепостные крестьяне. Вторая сельская община состояла из государственных крестьян, являвшихся потомками однодворцев – людей, которые при Петре I незаконно лишились дворянского звания. В первую сельскую общину входило 70 семей (505 человек – 42,15 % от общего количества жителей деревни). Мужчин насчитывалось 278 человек (55,04 % от числа участников первого сельского общества), женщин – 227 человек (44,96 %). Государственных крестьян в деревне проживало 92 семьи, куда входило 693 человека, из них мужчин – 474 (68,39 % от числа участников второй сельской общины), женщин – 219 (31,61 %). Состав по полам в двух сельских обществах примерно одинаков: мужчин практически вдвое больше, чем женщин. В тот период времени деление на 2 сельские общины подразумевало не только функционирование людей в определенном коллективе. Можно сказать, что это было разделение на два разных крестьянских сословия, которые хоть и взаимодействовали между собой, но близко не соприкасались.
Основная масса населения деревни испытывало материальные трудности. Многие жители, в основном мужчины (но были и женщины) с марта по октябрь уходили на различные промыслы, однако не только из-за трудностей, но и по соображениям выгодности этой деятельности. В эти месяцы в деревне отсутствовало 94 человека (7,84 % от общего количества жителей деревни). 32 человека уходило из первого общества (6,33 %) и 62 человека из второго (8,94 %). Почти в каждой семье были отходники, которые покидали родные дома и оставляли хозяйство на стариков, женщин и детей. Нужно сказать, что каждый конкретный регион государства того времени отличался определенной специализацией работников, уходивших на заработки. Из деревни Сухочево Фатежского уезда Курской губернии отправлялось огромное количество штукатуров, в основном на Украину. От двух сельских обществ на данный промысел уходило 36 человек (38,29 % от общего количества отходников).  Заработная плата штукатура варьировалась от 50 до 150 рублей. Размер жалованья зависел от опыта работника. Второй по популярности промысел у жителей Сухочево – малярство. Маляров среди суховчан было 18 человек, что составляет 19,14 % от количества всех отходников. Заработная плата доходила до 130 рублей. Особо ценились печники, которых среди отходников Сухочево было 15 (15,95 %). Среди профессий у жителей встречаются также плотники, стекольщики, извозчики, горничные, каменщики, садовники, чернорабочие. Самая высокая заработная плата среди отходников была у сына Пахомова Афанасия Фроловича – извозчика в Курске, составлявшая 300 рублей. Самым популярным направлением для заработка был Киев. В этот город отправлялось 62 человека (65,95 % от всех отходников). Также уходили в Феодосию, Корочу, Екатеринославскую губернию, Кубанскую область, Курск, Бахмут, Павлоград, Одессу, Казань, Харьков, Анкерман, Таврическую губернию и в другие места.
Почти весь состав сельских обществ находились в разных родственных отношениях. Например, во втором сельском обществе состояло 6 семей Губаревых, 16 семей Пахомовых, 14 семей Лобовых и т.д. В первом сельском обществе 7 семей Панковых, 9 семей Копытовых и т.д. Данные метрических книг доказывают, что родственные связи более тесные среди крестьян первого сельского общества, которые очень часто заключали браки между представителями одной деревни и даже между представителями одного рода.
Многие люди занимались промыслами на местах в пределах уезда. В основном все работники были заняты в Фатеже, но также переписчик отмечал такие места работы, как села Жирово, Солдатское, Шахово, Молотычи, Колычево, деревни Сухочево, Портино, Зыковка. Самый популярный род деятельности – штукатур. Их было 13 человек из 52 работников села (25 %). Также среди жителей деревни были представлены лавочники, пастухи, трепачи, кузнецы и прочие профессии. Заработные платы были примерно вдвое меньше, чем у отходников, но встречается аналогичный размер оплаты труда у занятых в Фатеже и отхожих людей одной и той же специализации. А мельники и кузнецы в своей волости зарабатывали больше, чем люди, уходившие за сотни километров на заработки. Отходничество, несомненно, повышало благосостояние крестьян.
Несмотря на то, что довольно большой процент жителей деревни являлись отходниками, основная масса населения деревни было занято в сельском хозяйстве. В домохозяйствах того времени держали лошадей, коров, быков и телят, свиней, огромное количество овец, пчел. Различную птицу, к сожалению, переписчики не учитывали. В начале XX века показателем богатства семьи было наличие лошадей. Если говорить о Сухочево, то ситуация с рабочими лошадьми была довольно отрицательной. Из 162 семей безлошадными были – 87 (53,7 %). Если разделить это количество по общинами, то процент будет практически аналогичным: 37 безлошадных семей в первой общине (52,85 %) и 50 безлошадных семей во второй (54,34 %). Этот факт говорит нам о том, что более половины населения деревни было бедняками, которые были вынуждены наниматься на различные работы, сдавать свою землю в аренду более зажиточным односельчанам. Одну лошадь имели 28 домохозяйств из 162 (17,28 %). Две лошади – 27 (16,6 %), три лошади – 12 (7,4 %), четыре лошади – 2 (1,23 %), пять лошадей – 3 (1,85 %), шесть лошадей – 2 (1,23 %). Копытов Иван Данилович, 1889 г.р. имел в своем хозяйстве девять рабочих лошадей – это самый высокий показатель по деревне.
Важным показателем благосостояния семьи было наличие коровы во дворе. С данным аспектом в деревне ситуация была гораздо лучше, чем лошадьми. Хотя бы одну корову имело 100 семей из 162 (61,72 %). Две коровы имело 18 домохозяйств (11,1 %). Самым богатым в деревне в этом плане был – Иванов Гавриил Алексеевич, 1873 г.р. – в его дворе было 3 дойных коровы.  Крупный рогатый скот отсутствовал у 43 семей, что составляет 26, 54 % от общего числа.
Переписчики также фиксировали наличие в домохозяйствах овец и свиней. Следует отметить, что в тот период времени люди отдавали предпочтение овцам, нежели свиньям. Это связано, прежде всего, с тем, что овцы это источник шерсти, из которого крестьяне изготовляли пряжу, нити и шили себе одежду, валяли валенки. Дело в том, что одежда и обувь в начале XX века стоила довольно больших денег. Ольга Петровна Семенова – Тян-Шанская в своей книге «Жизнь Ивана», в которой описывала жизнь крестьян на рубеже XIX – XX вв., сообщает, что крестьянская семья тратит до пятнадцати рублей в год на одежду и до десяти на обувь. Кроме того, для откорма свиней требовалось много зерна.
Не менее важным был раздел о «мертвом инвентаре». Там переписчики учитывали наличие в домовладении ходов, разделяя их на деревянные и железные, саней, сох, борон – деревянных и железных, катков, плугов, веялок, молотилок, соломорезок. Данный раздел может косвенно свидетельствовать о том, как улучшилась техника возделывания земли, как влияет наличие разнообразного инвентаря на величину урожая. Если говорить об инвентаре, то 77 семей не имели никакого инвентаря (47,53 %). Как правило, такие семьи сдавали большинство своей  земли в аренду общинникам и уходили на промыслы. В пример можно привести безынвентарного Копытова Илью Трофимовича, 1885 г.р., имеющего 1,25 дес. земли, который сдал 0,95 дес. за 6 рублей 50 копеек Медведеву Дмитрию Григорьевичу и ушел в Таврическую губернию работать плотником. Практически все крестьяне, не обладавшие сохами, плугами, боронами и т.д., поступали аналогичным образом.
Одно из самых богатых хозяйств деревни – домовладение Пахомова Ивана Максимовича, 1851 г.р.. Он имел шесть рабочих лошадей, два жеребенка, одну корову, одного теленка, двадцать овец, четыре свиньи. Из инвентаря имелось: восемь деревянных ходов, четверо саней, три сохи, три бороны, один каток, один плуг, одна веялка и одна молотилка. В его домовладении проживало семь мужчин и восемь женщин. Семья не нуждалась в отхожих промыслах. Все взрослые мужчины были грамотными. Помимо его надела, он возделывал еще 12 арендованных десятин земли: 4,5 – в своей общине и 7,5 – в Дмитриевской волости. В своей общине засеяно 9 десятин озимой рожью и 12 десятин овсом, в Дмитриевской волости – 7 десятин ржи, 3 – овса, 2 – гречки, 0,75 – просо, 2,75 – чечевицы. Пахомов Иван Максимович в 1911 году удобрил свои земли двадцатью пудами навоза, что, конечно, положительно отразилось на урожаях. Для сравнения: многие его односельчане удобрением своих земель вообще не занимались. Хозяйство этого человека, несомненно, являлось едва ли не самым крепким в своей деревне.
Данный краткий обзор имущественного положения показал нам, что в 1911 году основная масса крестьянского населения формально была бедной, которая не имела достаточно инвентаря и лошадей и была вынуждена продавать свою рабочую силу далеко от родного дома. Несмотря на это в Сухочево были и зажиточные крестьяне, которые имели достаточно средств, чтобы арендовать дополнительную землю, нанять сельскохозяйственных рабочих. Очень четко прослеживается огромное имущественное расслоение населения, которое негативным образом отражалось на взаимоотношениях односельчан. Однако, «бедные» отходники приносили домой немалые суммы.
В начале XX века в деревне была открыта ещё одна земская начальная школа и земское училище. Все 3 учебных заведения до революции 1917 года относились к ведению Казанского храма села Верхние Халчи и возглавлялись местными священнослужителями.
В советское время деревня стала административным центром Сухочевского сельсовета. В 1937 году в Сухочево было 112 дворов. Во время Великой Отечественной войны, с 24 октября 1941 года по февраль 1943 года, деревня находилась в зоне немецко-фашистской оккупации. С упразднением Сухочевского сельсовета в 1954 году вошла в состав Солдатского сельсовета. В то время деревня была разделена на 2 населённых пункта: 1-е Сухочево и 2-е Сухочево. К 1965 году обе деревни были уже в состав Русановского сельсовета. 22 октября деревни 1-е Сухочево и 2-е Сухочево были объединены один населённый пункт — село Сухочево.

## Население
| 1979 | 2002 | 2010 |
| ---- | ---- | ---- |
| 255  | ↘153 | ↘113 |

- 1981 год: около 250 человек[13]
- 1900 год: 979 человек
- 1877 год: 548 человек
- 1862 год: 967 человек

## Исторические фамилии
По данным земской переписи 1883 года в деревне были распространены следующие фамилии: Аболмасовы (14 дворов), Башкатовы (3 двора), Воробьёвы (3 двора), Губаревы (9 дворов), Зеновьевы (4 двора), Ивановы (8 дворов), Каменевы (6 дворов), Кутеповы (6 дворов), Лобовы (6 дворов), Пахомовы (37 дворов), Павловы (2 двора), Перьковы (11 дворов), Сухочевы (9 дворов), Чаплыгины (7 дворов) и ещё 11 более «мелких» фамилий.

## Персоналии
- Пахомов, Василий Васильевич (1882—1952) — крестьянин деревни Сухочево, участник восстания на броненосце «Потёмкин» в 1905 году.
- Сухочев, Иван Гаврилович — дворянин деревни Сухочево, участник Отечественной войны 1812 года. Прапорщик 5-го карабинерского полка, отличился при сражении у города Питересвальд (Саксония), за что был удостоен ордена Святой Анны 4 степени (3 сентября 1813 года), а немного раньше, за бои на территории Российской Империи, юнкер И. Сухочев был представлен к высшему ордену боевой славы — Святого Георгия.

## Инфраструктура
Личное подсобное хозяйство. В селе 74 дома.

## Транспорт
Сухочево находится в 2 км от автодороги федерального значения М2 «Крым» (Москва — Тула — Орёл — Курск — Белгород — граница с Украиной) как часть европейского маршрута E105, в 2 км от автодороги регионального значения 38К-038 (Фатеж — Дмитриев), в 3 км от автодороги межмуниципального значения 38Н-679 (38К-038 — Солдатское — Шуклино), в 30 км от ближайшего ж/д остановочного пункта 29 км (линия Арбузово — Лужки-Орловские).
В 168 км от аэропорта имени В. Г. Шухова (недалеко от Белгорода).